# Styrax calvescens
Styrax calvescens är en storaxväxtart som beskrevs av Janet Russell Perkins. Styrax calvescens ingår i släktet Styrax och familjen storaxväxter. Inga underarter finns listade i Catalogue of Life.